# Internationaal filmfestival van San Sebastián

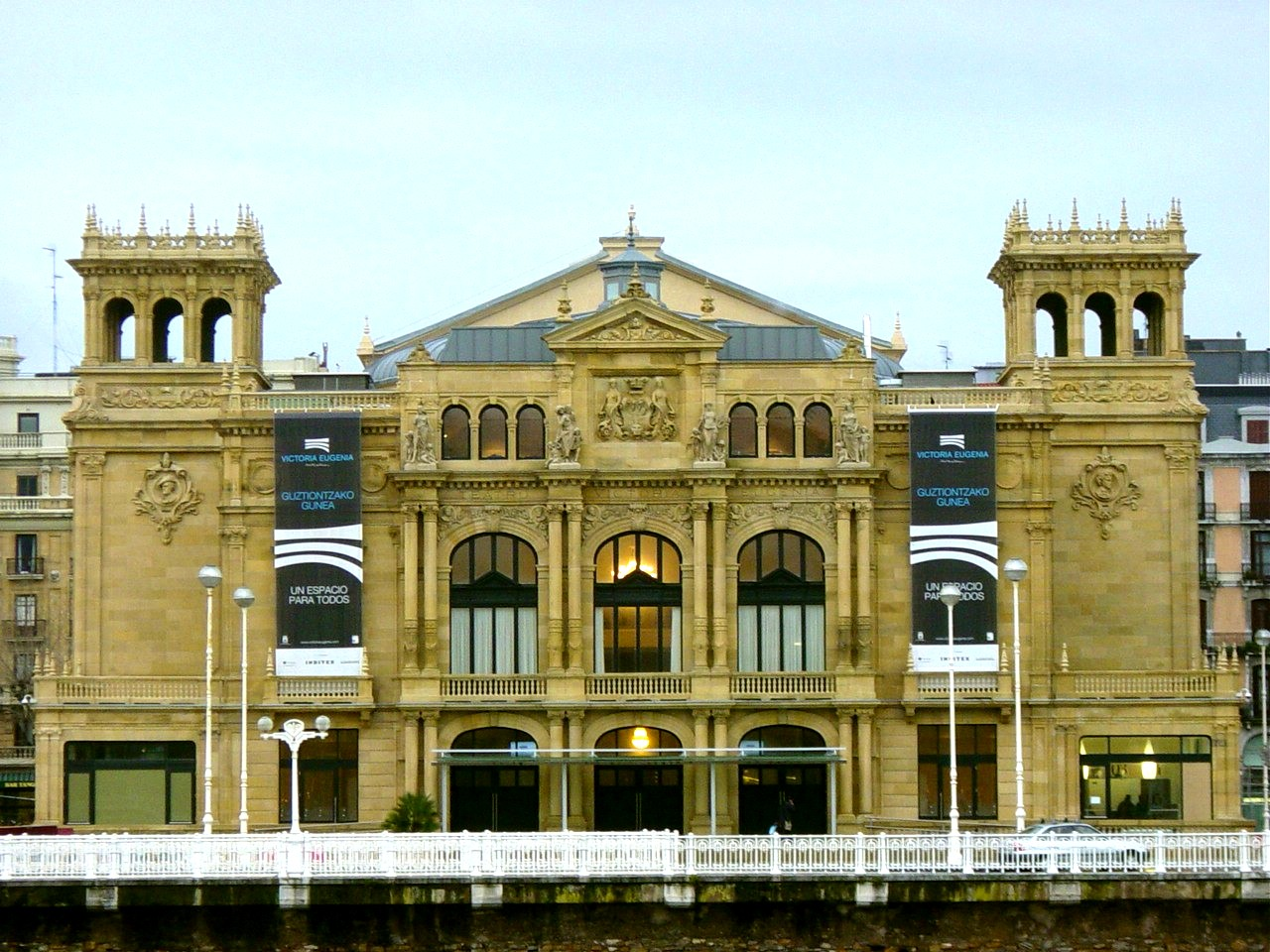
Victoria Eugenia theater

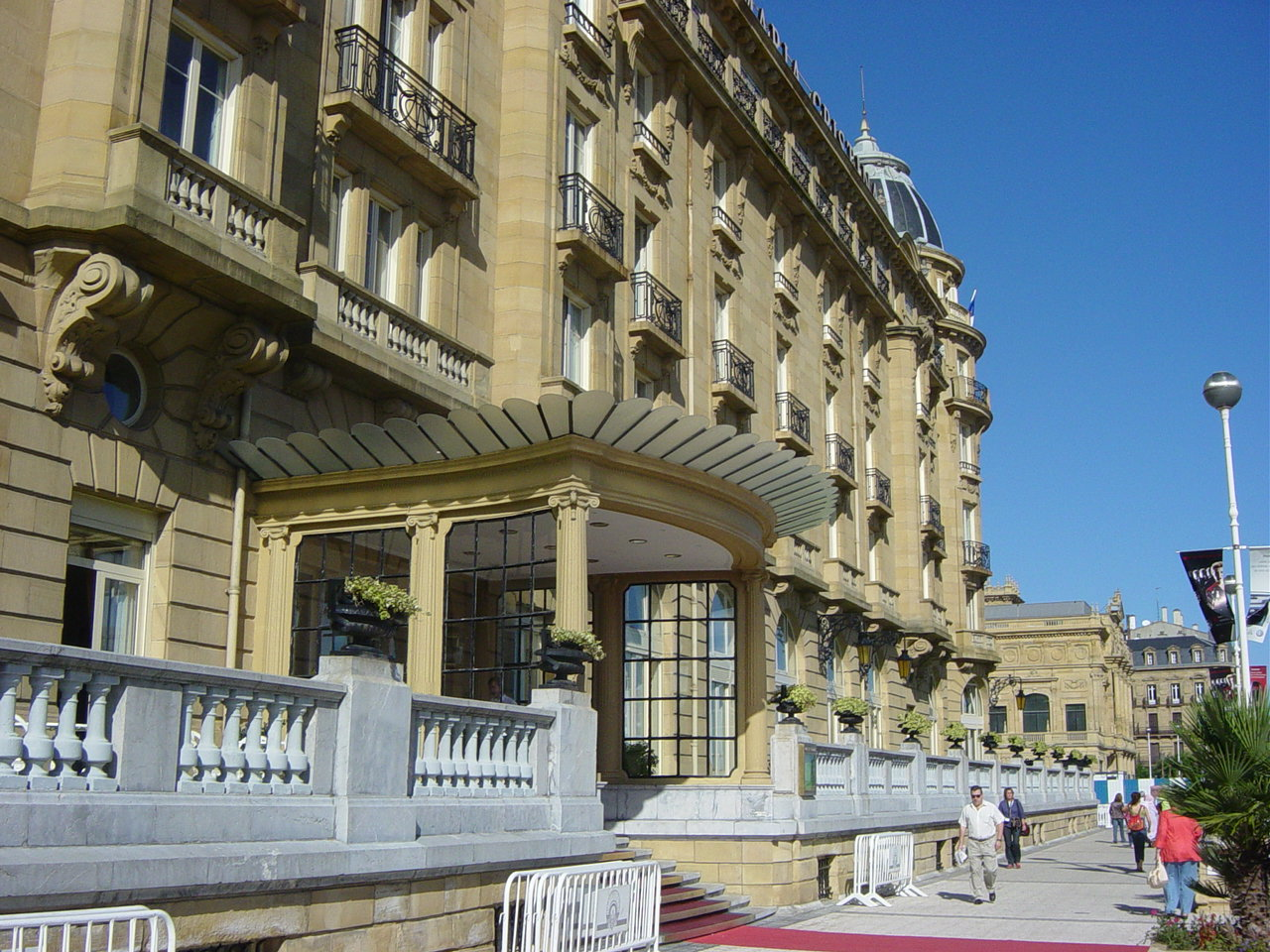
María Cristina Hotel tijdens het filmfestival

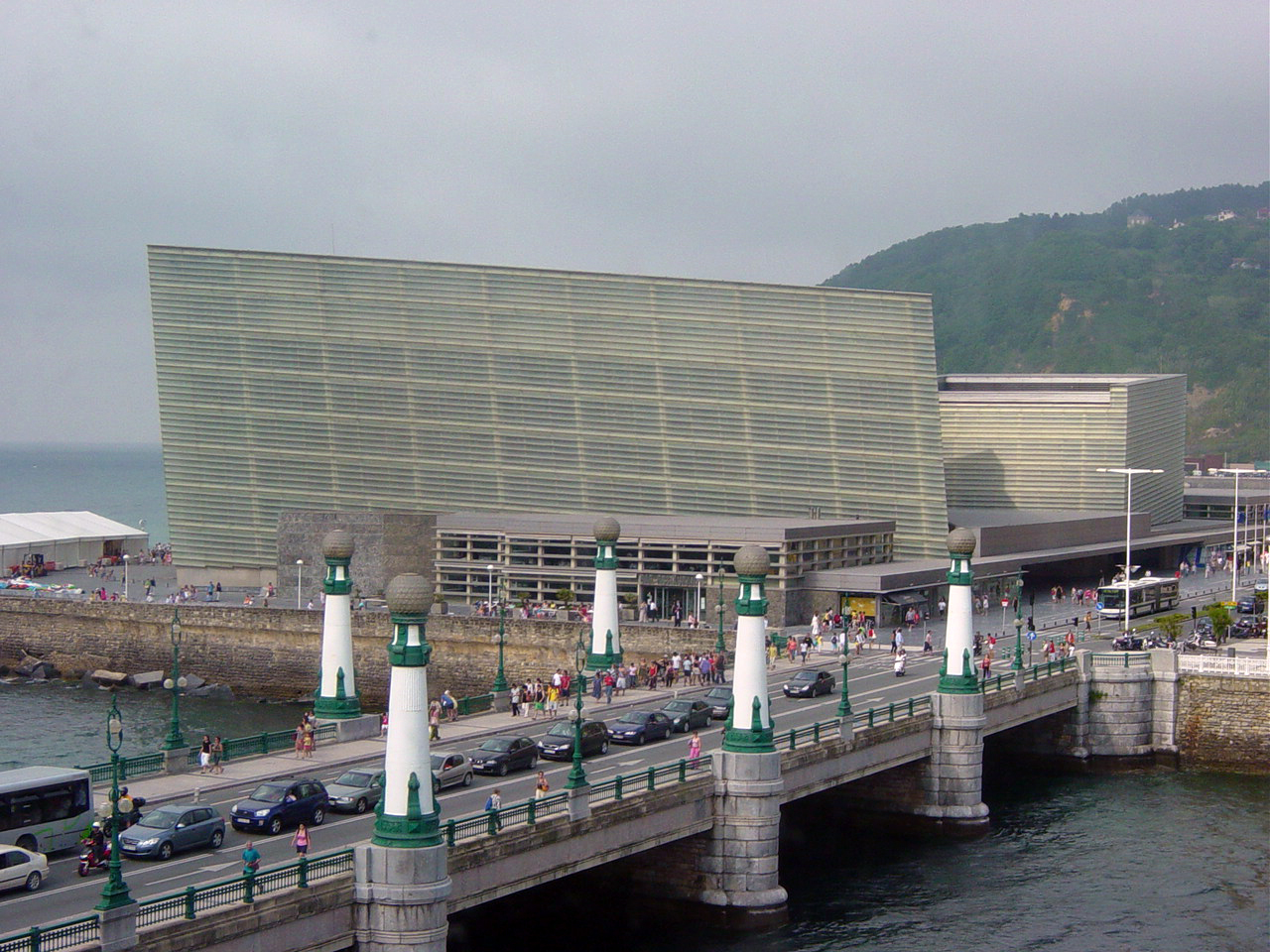
Kursaal

Het Internationaal filmfestival van San Sebastián is een door de FIAPF erkend A-categorie filmfestival, dat sinds 1953 jaarlijks wordt gehouden in de Spaanse stad Donostia-San Sebastián.  Sinds 1999 gaat het grotendeels door in het Kursaal naast vertoningen in onder meer het Victoria Eugenia theater.

## Achtergrond
Het festival begon oorspronkelijk als een bijeenkomst ter ere van de Spaanse filmindustrie. Pas sinds eind jaren vijftig van de twintigste eeuw werden ook films uit andere landen toegelaten.

## Prijzen

### Officiële prijzen
De officiële prijzen worden toegekend aan films die meedoen aan de competitie binnen de officiële selectie van het festival, en worden uitgereikt door een internationale jury. De prijzen zijn vernoemd naar de baai waar San Sebastiaan aan ligt, La Concha, wat vertaald "De Schelp" betekent.
- Gouden Schelp voor beste film
- Zilveren Schelp voor beste regisseur
- Zilveren Schelp voor beste hoofdrol
- Zilveren Schelp voor beste bijrol
- Juryprijs voor beste camerawerk
- Juryprijs voor beste scenario

Het staat de jury aanvullend vrij om een Speciale Juryprijs toe te kennen aan een film die zij om welke reden dan ook waardig acht. De redenen hiervoor moeten worden vermeld.

### Overige prijzen
Onderstaand geeft een selectie weer van overige prijzen die te winnen zijn op het festival.
- Premio Donostia, uitgereikt aan één tot drie acteurs.
- Publieksprijs, wordt uitgereikt voor de populairste film.
- Premio Sebastiane, uitgereikt voor een film of documentaire die het best de waarden en de realiteit van lesbiennes, homo's, biseksuelen en transgenders weerspiegelt.

### Voormalige prijzen
- Zilveren Schelp voor beste acteur (tot en met 2020)
- Zilveren Schelp voor beste actrice (tot en met 2020)

## Bekende bezoekers sinds 1953
| - Acteurs en actrices - Deborah Kerr - Audrey Hepburn - Gloria Swanson - Kirk Douglas - Leslie Caron - Monica Vitti - Francisco Rabal - Anthony Quinn - Nicholas Ray - Elizabeth Taylor - Fernando Rey - Imperio Argentina - Richard Burton - Gina Lollobrigida - Harrison Ford - Victoria Abril - Jacqueline Bisset - George Peppard - Luise Rainer - Alberto Sordi - Sydney Pollack - Peter O'Toole - Sidney Poitier |  | - - Charlton Heston - Glenn Close - Anjelica Huston - Sophia Loren - Mel Gibson - Keanu Reeves - Matt Dillon - Antonio Banderas - Melanie Griffith - Gregory Peck - Glenn Ford - Vittorio Gassman - Bette Davis - Claudette Colbert - Anthony Perkins - Lauren Bacall - Robert Mitchum - Lana Turner - Susan Sarandon - Catherine Deneuve - Al Pacino - Michael Douglas - Jeremy Irons - Jeanne Moreau |  | - - Anthony Hopkins - John Malkovich - Fernando Fernán Gómez - Vanessa Redgrave - Michael Caine - Robert De Niro - Warren Beatty - Jessica Lange - Bob Hoskins - Dennis Hopper - Isabelle Huppert - Sean Penn - Robert Duvall - Woody Allen - Annette Bening - Jeff Bridges - Ben Gazzara - Willem Dafoe - Max von Sydow |  | - Regisseurs - Federico Fellini - Alfred Hitchcock - Jean-Luc Godard - King Vidor - Anthony Mann - Bernardo Bertolucci - Franco Zeffirelli - Francis Ford Coppola - Fritz Lang - Robert Altman - Howard Hawks - François Truffaut - Orson Welles - Luis Buñuel - Steven Spielberg - Josef von Sternberg - Nikita Mikhalkov - Pedro Almodóvar - Sergio Leone - Roman Polański - Sam Peckinpah - Joseph L. Mankiewicz - Stanley Donen - Ethan Coen - Bertrand Tavernier |